# Swami Brahmananda
Swami Brahmananda (Sikra, Districte de 24 Parganas nord, 21 de gener de 1863 - 10 d'abril de 1922) va ser un religiós bengalí, deixeble del místic bengalí Ramakrishna (1836-1886). El seu nom en bengalí es pronuncia Shami Brohma Anondo, que significa ‘la felicitat de Brahman'.

## Biografia
Va néixer al poble de Sikra Kulingram a 60 km al nord de Calcuta. El seu pare era Ananda Mohan Ghosh un propietari d'arrossars i la seva mare Kailash Kamini Devi li van donar el nom de Rakshala Chandra Ghosha (en bengalí: Rakjal Chondro Ghosh).
Va conèixer a Sri Ramakrishna al Temple de Kali a Dakshineswar, on el religiós tenia un petit áshram amb 16 deixebles, entre els quals hi havia en Vivekananda que tenia la mateixa edat que Rakhal. Ramakrishna li va demanà que s'hi quedés a viure amb ell i formés part de la comunitat.
Amb en Ramakrishna, Rakhal actuava com un nen amb la seva mare. A Dakshineswar va desenvolupar una gran humilitat mitjançant les ensenyances d'en Ramakrishna. Aquest sempre deia que Rakhal era el resultat de les seves oracions a la deessa Kālī Mata, que li enviés un noi sincer.

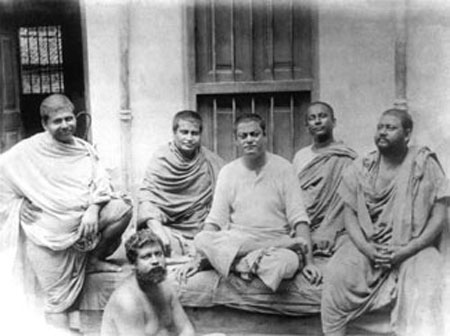
Alguns deixebles monàstics d'en Ramakrishna (d'esquerra a dreta): Trigunatitananda, Shivananda, Vivekananda, Turiyananda, Brahmananda. A sota: Sadananda.

Vivekananda va començar a anomenar-lo Rakhal Rash (rei protector), després que un dia en Ramakrishna li va comentar que Rakhal tenia intel·ligència de líder (rāja: ‘rei’).
En l'últim any de vida de Ramakrishna deia que en Rakhal era un nitya siddha (un ser ‘eternament perfecte’, gairebé com un avatar) i un ishvará koti (com deu milions de déus).
Quan Ramakrishna va morir a l'agost de 1886 en Rakhal tenia 23 anys i va abandonar el monestir Baranagar Math. Es va convertir en un pari-vrajaka (captaire vagabund). Durant diversos anys va recórrer molts llocs sants de l'Índia, vivint d'almoina dels pelegrins.
Quinze anys després, al 1901 Vivekananda li va demanar que abandonés la vida de captaire i es quedés a ajudar-lo en el monestir Ramakrishna que s'havia quedat sense monjos. Rakhal va acceptar i va passar a ser el primer President (sic, en anglès) de la Ramakrishna Math i Ramakrishna Mission.
A l'any següent, el 1902, va morir Vivekananda i el Monestir Ramakrishna es va desorganitzar completament. Rakhal el va poder reorganitzar realitzant una campanya de proselitisme per augmentar el paupèrrim nombre de monjos. Amb l'ajuda de Sarada Devi vídua de Ramakrishna a qui els altres deixebles solien anomenar Mare Kālī.

## Institucions amb el nom de Brahmananda
El seu deixeble, Yogindranath Tagore, va fundar una escola el 1912 a Baranagar, Kolkata que va rebre el seu nom. Tagore va nomenar l'escola "Brahmananda Balakashrama" que ara es coneix popularment com Institut missió Baranagore Ramakrishna Ashrama.